# Andrea Nahles
Andrea Maria Nahles (ur. 20 czerwca 1970 w Mendig) – niemiecka polityczka, działaczka Socjaldemokratycznej Partii Niemiec (SPD), w latach 2018–2019 przewodnicząca tego ugrupowania, posłanka do Bundestagu, od 2013 do 2017 minister pracy i spraw społecznych.

## Życiorys
Ukończyła studia z zakresu germanistyki i nauk politycznych na Uniwersytecie w Bonn. Od końca lat 80. zaangażowana w działalność polityczną w ramach Socjaldemokratycznej Partii Niemiec. W 1989 organizowała struktury tej partii w Weiler. W 1993 została przewodniczącą młodzieżówki SPD Jusos w Nadrenii-Palatynacie, od 1995 do 1999 przewodniczyła federalnym strukturom tej organizacji. Podjęła także działalność w ramach organizacji związkowej IG Metall. W 2003 dołączyła do prezydium SPD, w latach 2007–2009 była wiceprzewodniczącą partii, a od 2009 do 2013 jej sekretarzem generalnym. Identyfikowana z lewicowym skrzydłem partii, publicznie krytykowała program Agenda 2010, realizowany przez rząd Gerharda Schrödera.
W latach 1998–2002 po raz pierwszy sprawowała mandat posłanki do Bundestagu. Do niemieckiego parlamentu powróciła w 2005, uzyskując następnie reelekcję w wyborach w 2009, 2013 i 2017,
17 grudnia 2013 objęła urząd ministra pracy i spraw społecznych w trzecim rządzie Angeli Merkel. 28 września 2017 odeszła z rządu w związku z wyborem na przewodniczącą frakcji socjaldemokratów w Bundestagu.
22 kwietnia 2018 została wybrana na przewodniczącą SPD. Ustąpiła z tej funkcji po słabym wyniku partii w wyborach europejskich w maju 2019. 3 czerwca tegoż roku została zastąpiona przez trójkę wyznaczonych komisarzy. Złożyła następnie mandat poselski, a w 2020 została powołana na prezesa urzędu Bundesanstalt für Post und Telekommunikation Deutsche Bundespost. W 2022 stanęła na czele Federalnej Agencji Pracy.